# Mycteria leucocephala
Il tantalo variopinto (Mycteria leucocephala, Pennant, 1769) è un uccello della famiglia dei Ciconiidae dell'ordine dei Ciconiiformi.

## Sistematica
Mycteria leucocephala non ha sottospecie, è monotipico.

## Distribuzione e habitat
È una specie tropicale stanziale che nidifica in Asia, da India e Sri Lanka fino al Sud-est asiatico, nelle zone umide di pianura con presenza di alberi. Su di essi costruisce il nido, dove depone 2-5 uova.

## Descrizione
Il tantalo variopinto è un planatore e, quando è in volo, tiene il collo disteso, come tutte le cicogne.
Gli esemplari adulti sono uccelli di notevoli dimensioni, tutti bianchi, ma con le penne remiganti nere. La testa è rossa, mentre il lungo becco ricurvo all'ingiù è giallo. Sono alti 93–102 cm, con un'apertura alare di 150–160 cm e un peso di 2-3,5 kg. La coda e le zampe sono rosa e una striscia scura attraversa il petto.
I giovani sono una versione più scialba degli adulti, dai toni più brunastri e privi di colori brillanti.

## Biologia
Cammina lentamente con andatura imponente nell'acqua bassa e nei campi alla ricerca di pesci, rane e grossi insetti. Nidifica in colonie molto affollate; tra le più famose ricordiamo quella situata presso il Giardino Zoologico di Nuova Delhi e quella di Kokrebellur, in India meridionale. Il picco delle nascite è tra settembre e novembre.

## Galleria d'immagini

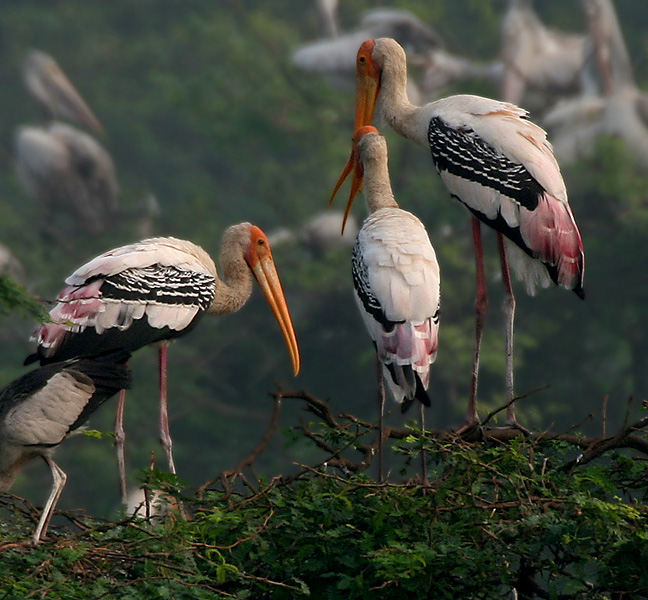
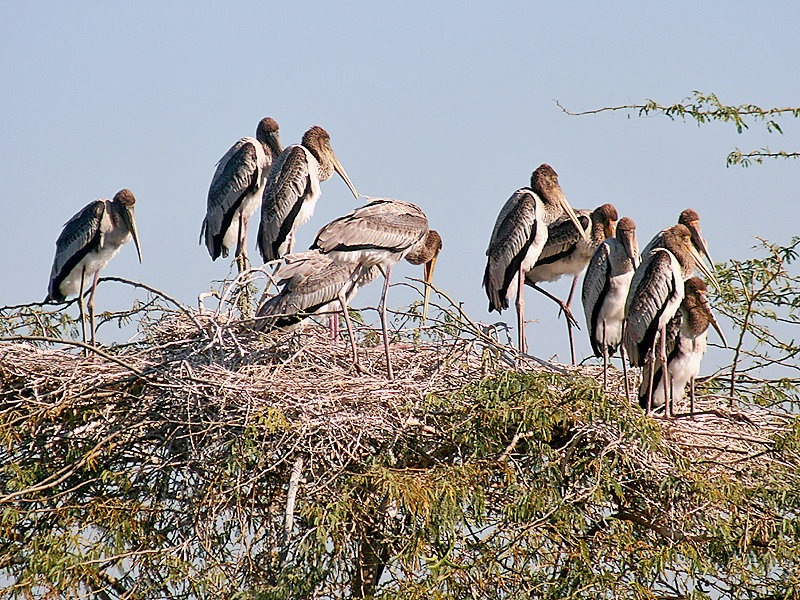
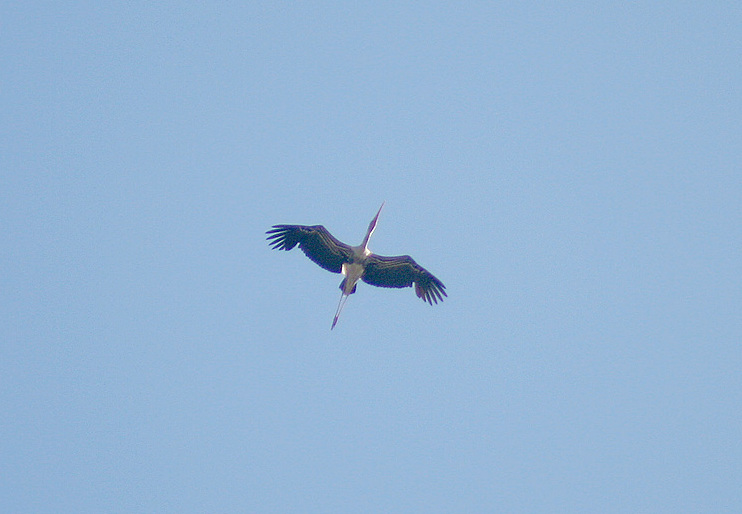
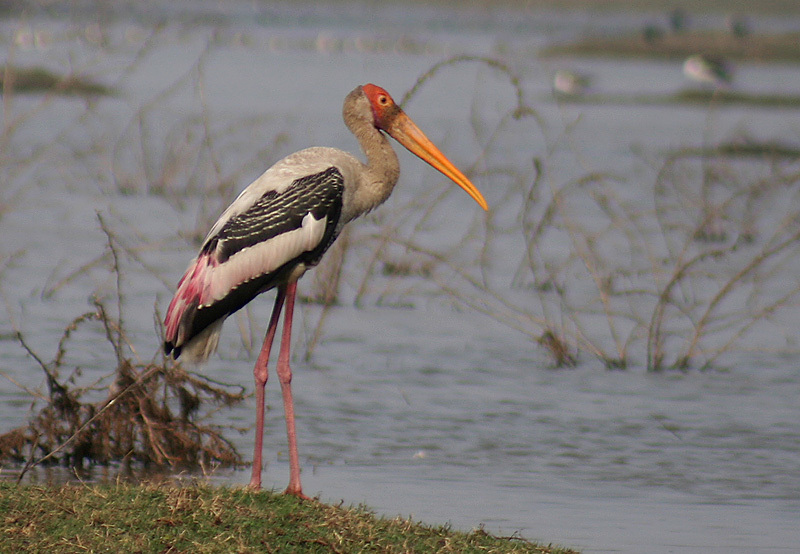
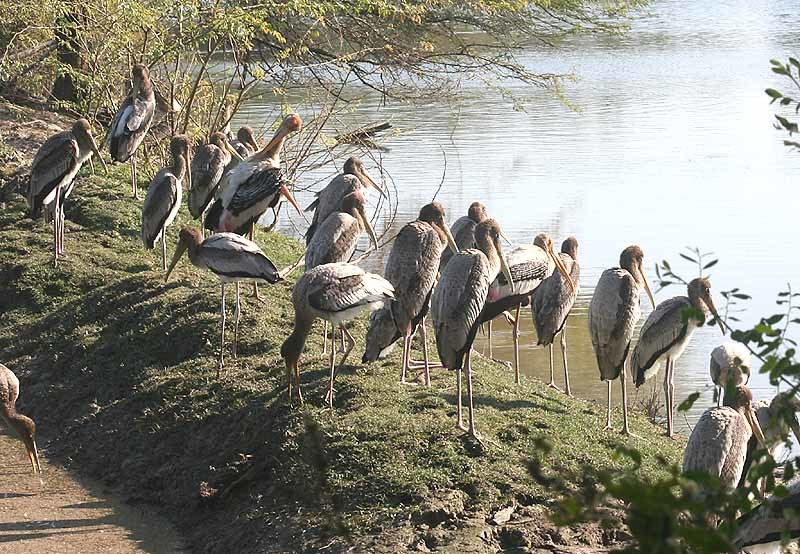
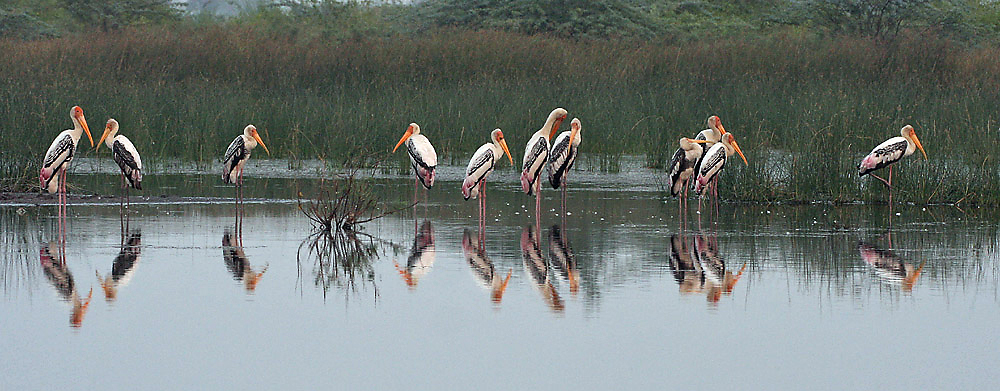
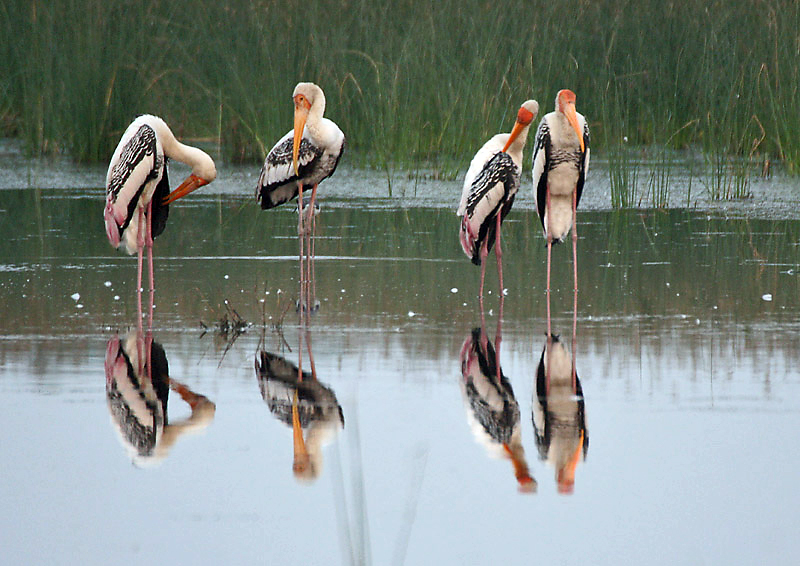
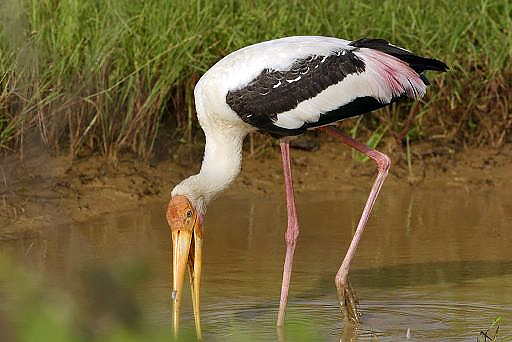
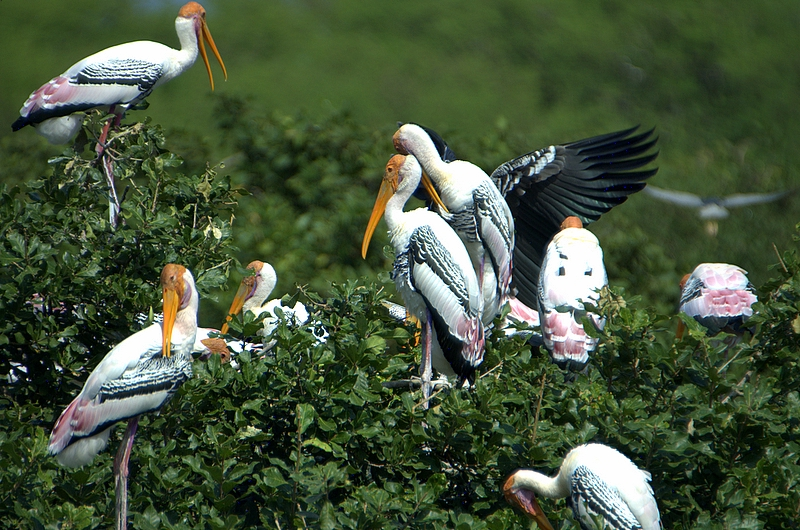
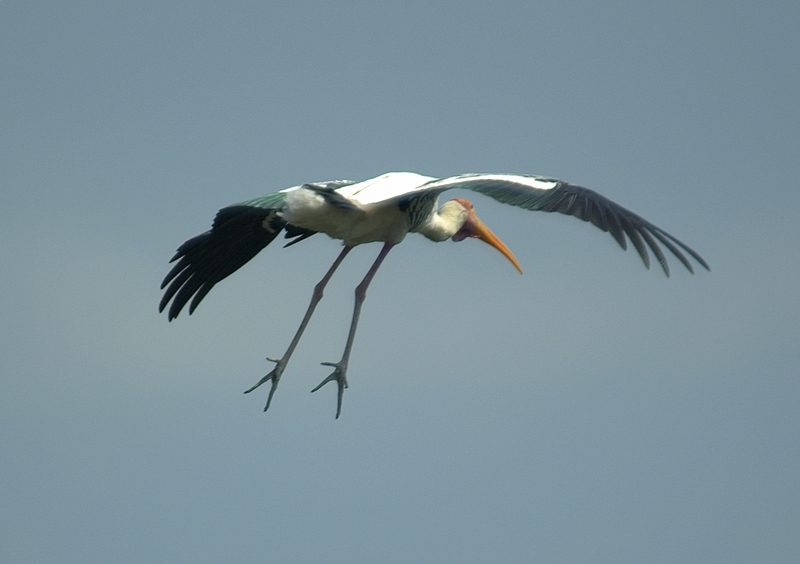
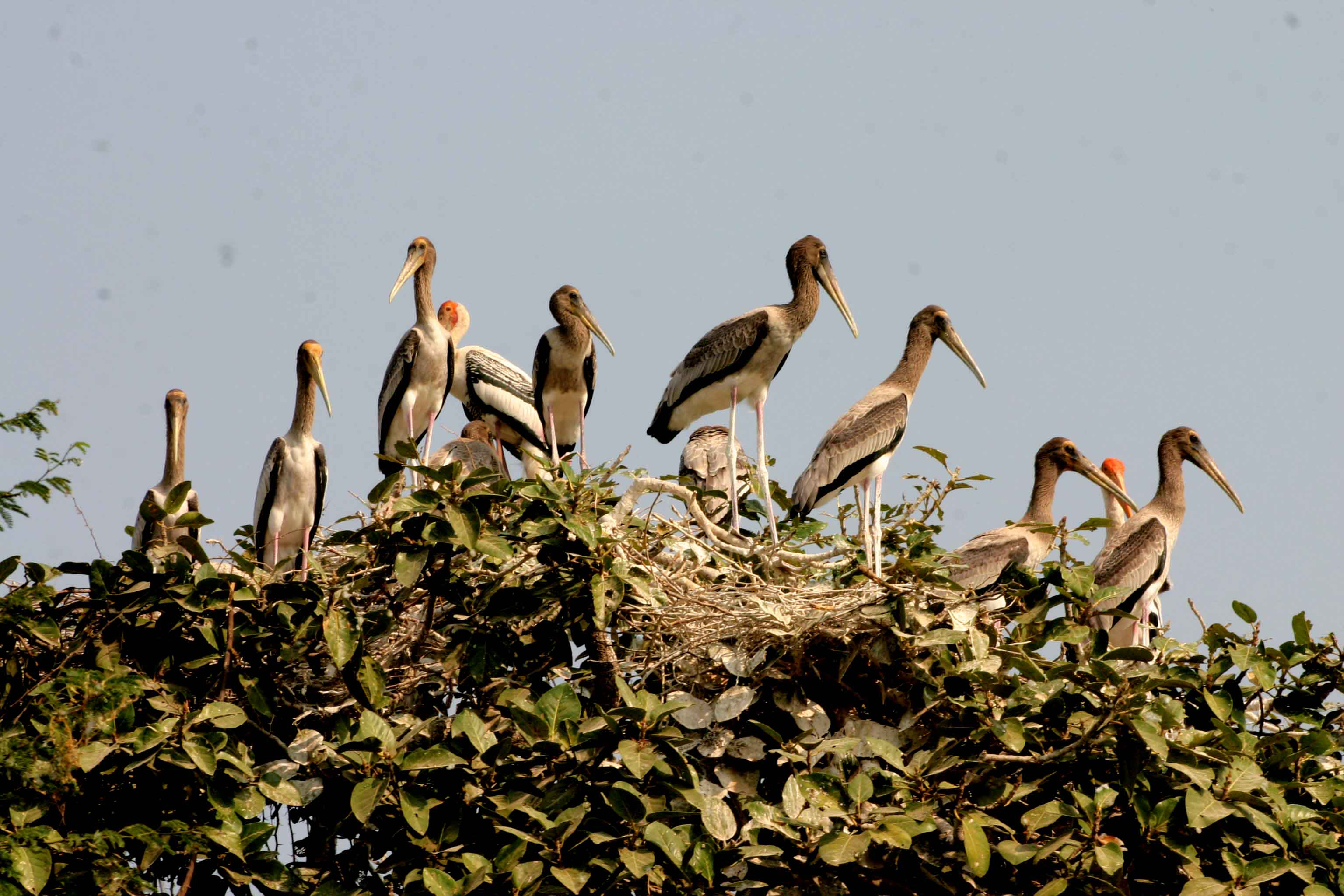
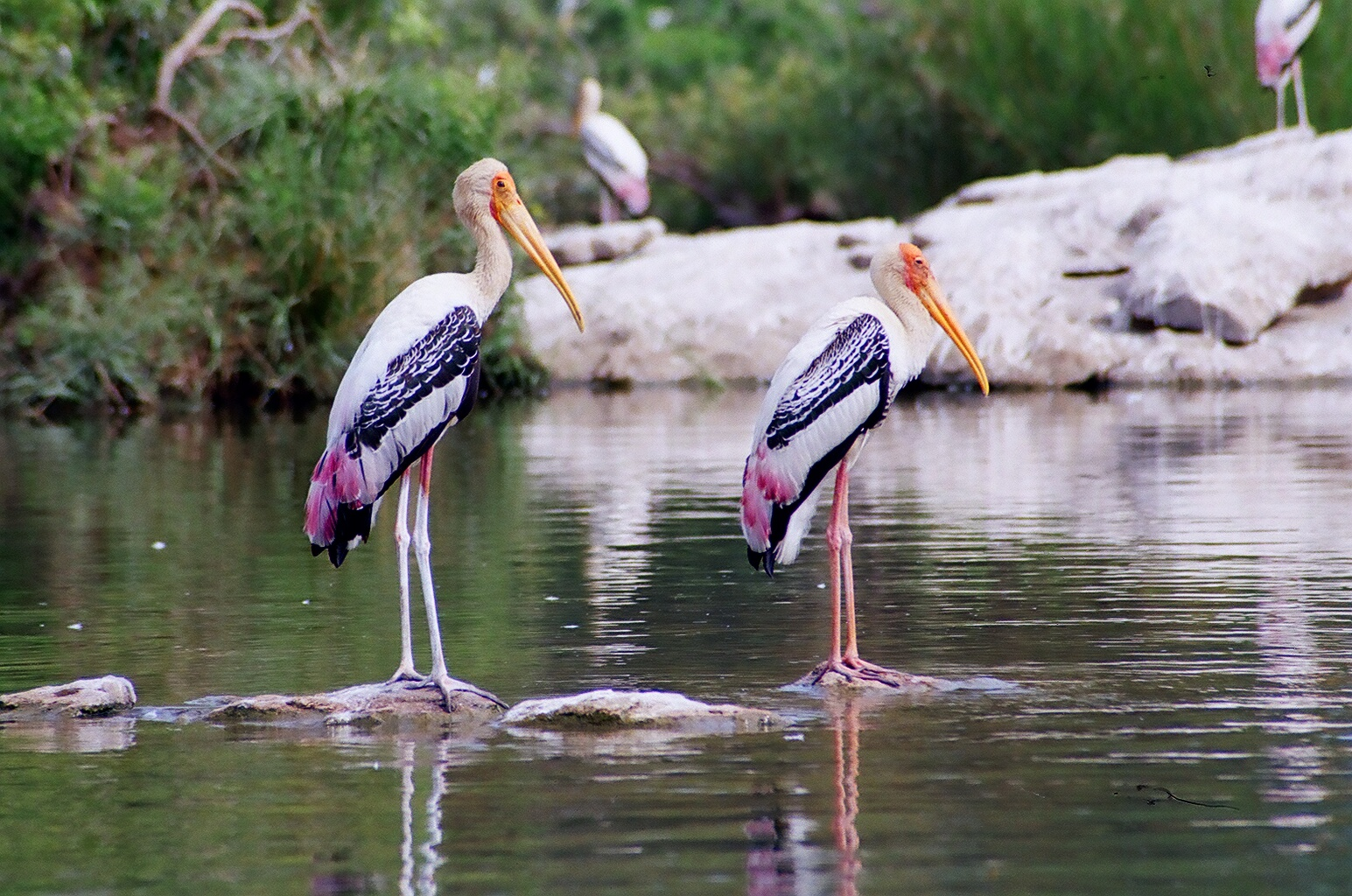
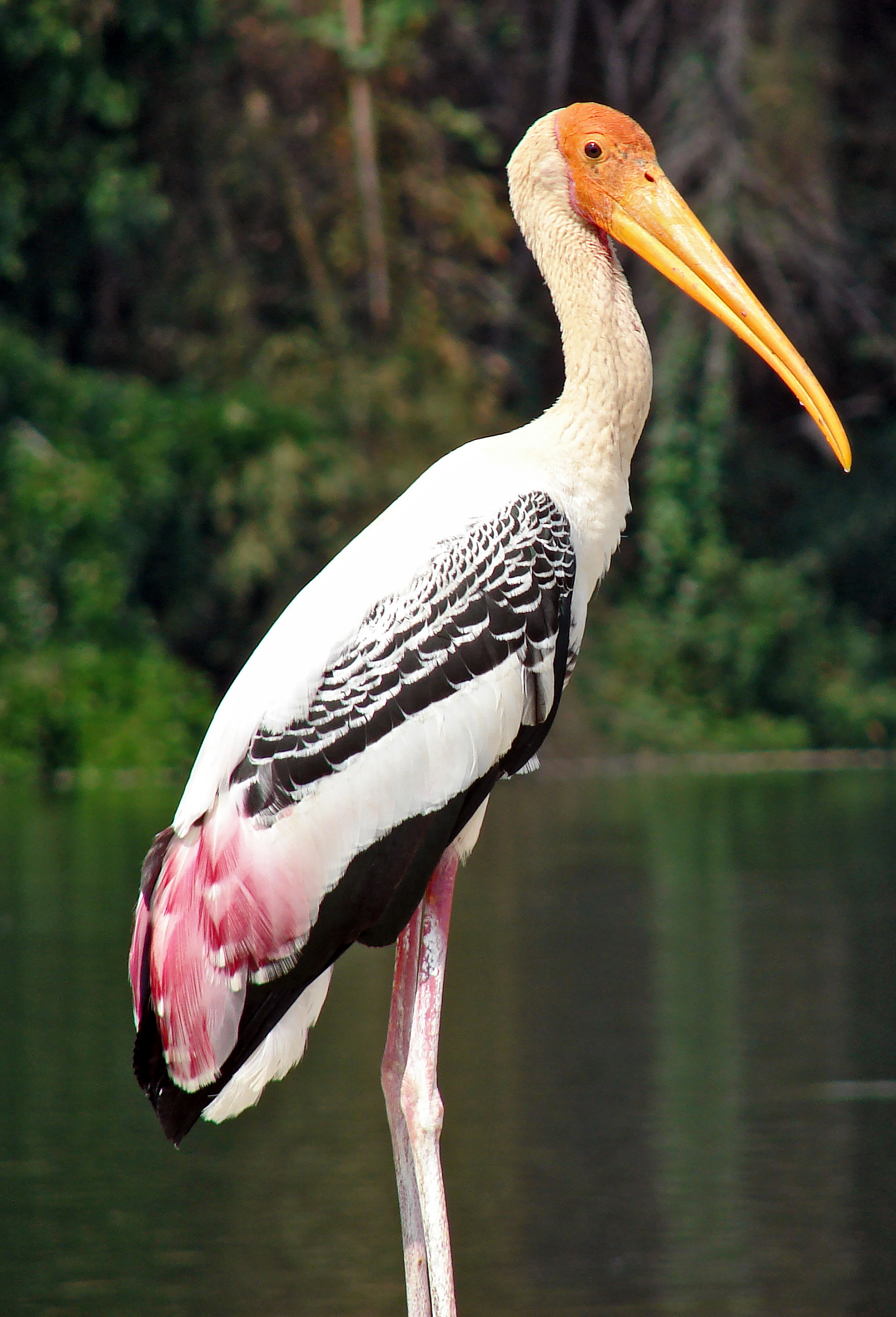